# Björkliden
Björkliden is een dorp binnen de Zweedse gemeente Kiruna aan het meer Torneträsk. Bij het station wonen in de omgeving zo'n 33 (2006) mensen. Het is een plaats van waar wandelingen in het nationaal park Abisko beginnen dan wel eindigen. De plaats wordt gevormd door een halteplaats (sinds 1902, nieuw gebouw uit 1933) en rangeergelegenheid aan de Ertsspoorlijn (zelf aangeven of je in- of uit wil stappen), maar er is ook een parkeergelegenheid aan de Europese weg 10. Björkliden heeft een golfbaan, camping en hotel sinds 1926. Het maakt deel uit van het wintersportgebied met skipistes rondom deze plek.

## Foto's

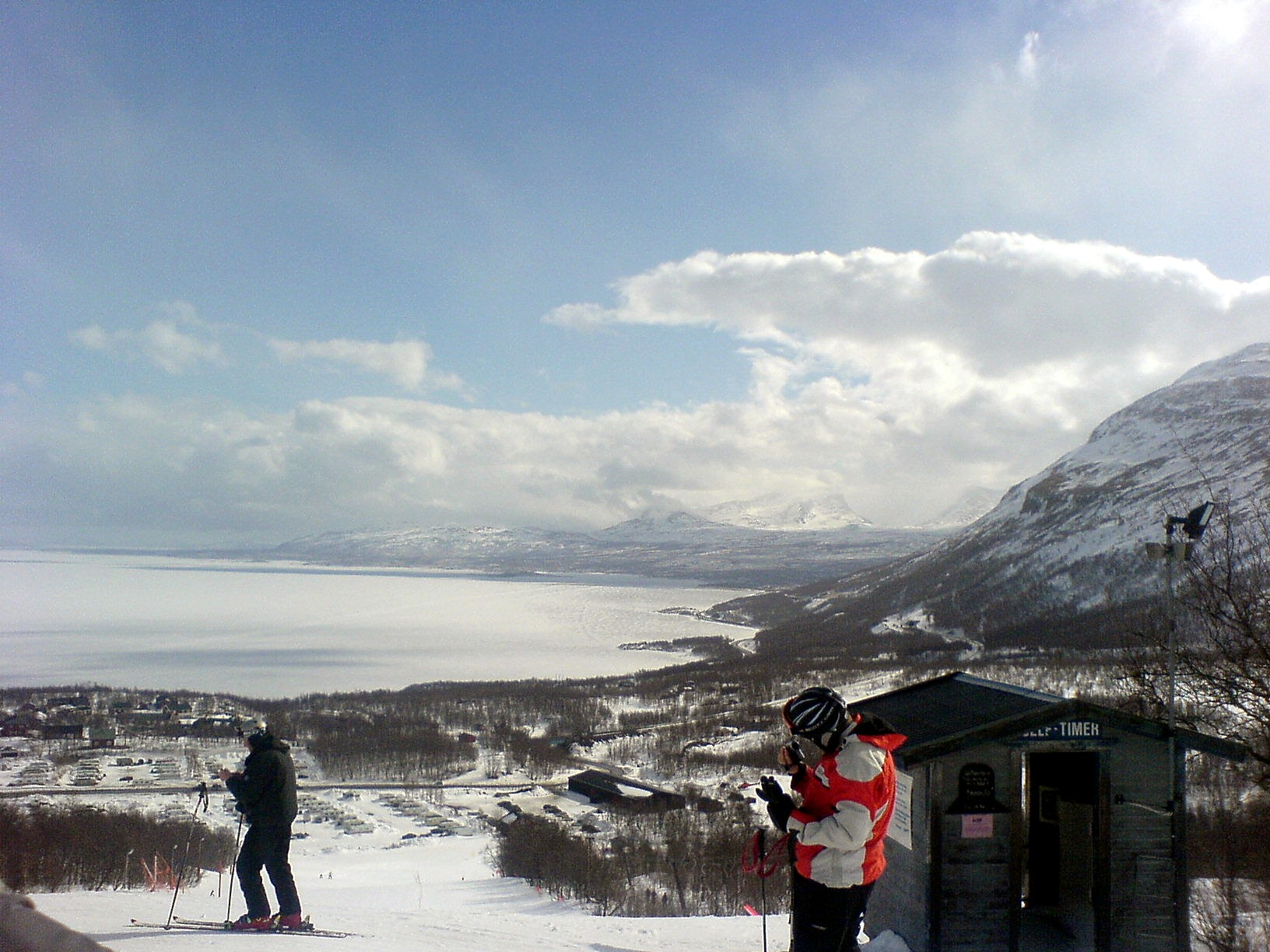
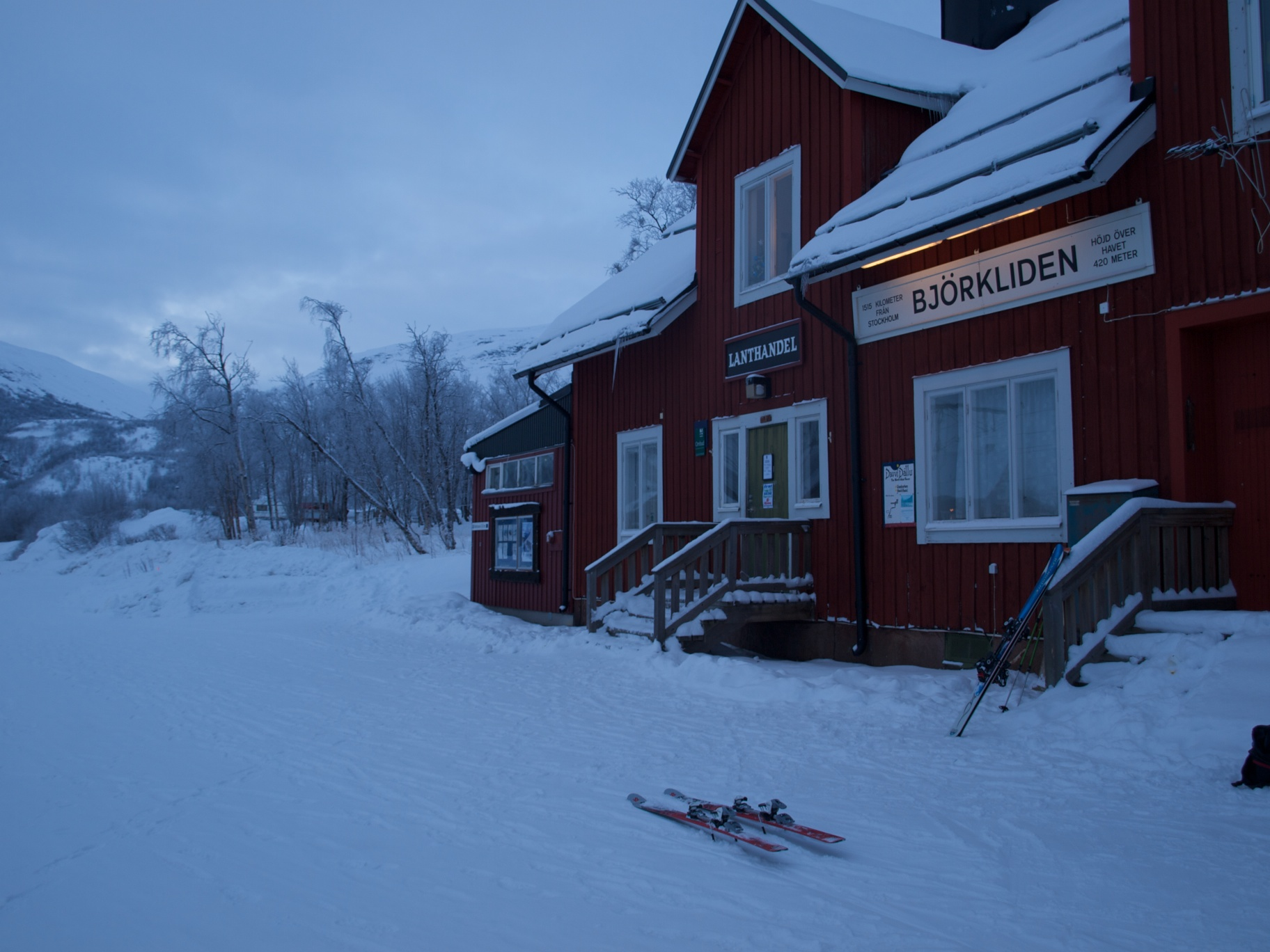
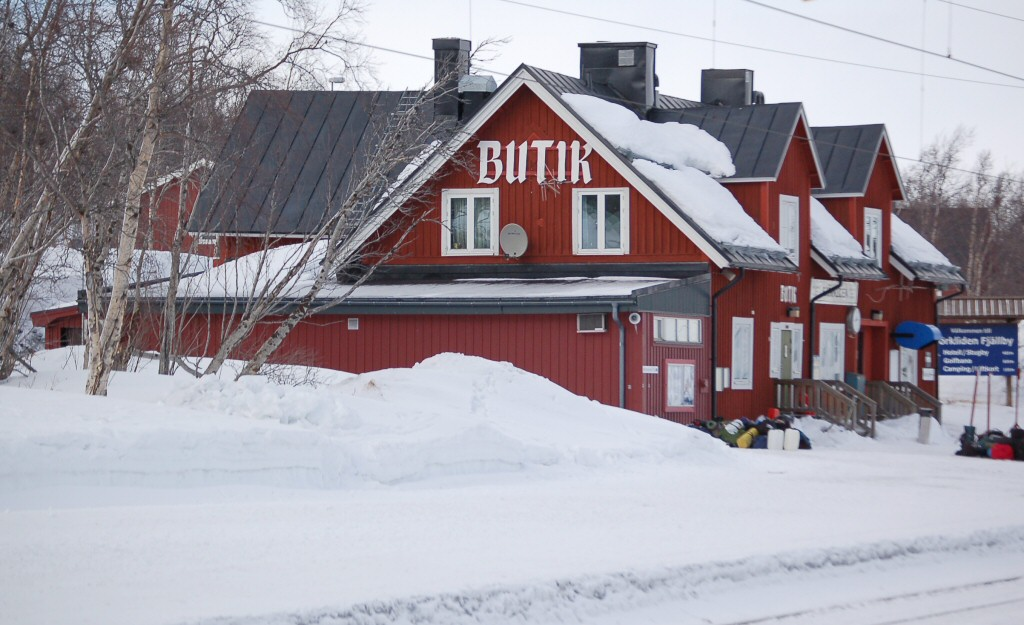